# Campo (Vallemaggia)
Campo (Vallemaggia) is een gemeente en plaats in het Zwitserse kanton Ticino, en maakt deel uit van het district Vallemaggia.
Campo (Vallemaggia) telt 53 inwoners.